# Chrysopodes (Neosuarius) escomeli
Chrysopodes (Neosuarius) escomeli is een insect uit de familie van de gaasvliegen (Chrysopidae), die tot de orde netvleugeligen (Neuroptera) behoort. 
Chrysopodes (Neosuarius) escomeli is voor het eerst wetenschappelijk beschreven door Navás in 1920.